# معهد ستانفورد للأبحاث
معهد ستانفور للأبحاث، هو معهد أبحاث أمريكي وهو منظمة غير ربحية، مقرها يقع في مينلو بارك (كاليفورنيا). أسس أمناء جامعة ستانفورد المعهد عام 1946 كمركز للابتكار لدعم التنمية الاقتصادية في المنطقة.
تأسس المعهد باسم «معهد ستانفورد للأبحاث». وانفصل رسمياً عن جامعة ستانفورد عام 1970 وأصبح مذاك يُعرف باسم معهد ستانفورد الدولي للأبحاث عام 1977. يصف المعهد مهمّته بخلق حلول التغيير في العالم لجعل الناس أكثر أماناً وأكثر صحة وأكثر إنتاجية. يقوم المعهد بأداء بحث وتطوير لعملائه من وكالات حكومية وشركات تجارية ومؤسسات خاصة. كما يمنح تراخيص لتقنياته، ويكوّن شراكات إستراتيجية، ويبيع منتجات، وينشئ شركات أبحاث عرضية.
بلغت الإيرادات السنوية لمعهد ستانفورد للأبحاث حوالي 540 مليون دولار عام 2014. يقع مقر المعهد بالقرب من حرم جامعة ستانفورد. شغل وليام جيفري منصب الرئيس والمدير التنفيذي للمعهد منذ أيلول (سبتمبر) 2014.
يوظّف المعهد حوالي 2,100 شخصاً. في يناير (كانون الثاني) 2011، أُدْمِجَت شركة «سارنوف» والتي كانت مملوكة بالكامل للمعهد منذ 1988.
تشمل مجالات اهتمامات المعهد على العلوم الطبية الحيوية والكيمياء والمواد والحوسبة ونظم الأرض والفضاء، والتنمية الاقتصادية، والتعليم والتعلّم، والطاقة والتقنية البيئية، والأمن البيئي والدفاع الوطني، والاستشعار والأجهزة. تلقى المعهد أكثر من 4000 براءة اختراع وطلبات براءات اختراع من جميع أنحاء العالم.

### Works cited
- Nielson، Donald (2006). A Heritage of Innovation: SRI's First Half Century. مينلو بارك (كاليفورنيا): SRI International. ISBN:978-0-9745208-1-0.
- Gibson، Weldon B. (1980). SRI: The Founding Years. لوس ألتوس (كاليفورنيا): Stanford Research Institute. ISBN:0-913232-80-7.
- McLaughlin، John R.؛ Weimers، Leigh A.؛ Winslow، Wardell V. (2008). Silicon Valley: 110 Year Renaissance. بالو ألتو (كاليفورنيا): Santa Clara Valley Historical Association. ISBN:0-9649217-4-X.
- DARPA: 50 Years of Bridging The Gap. داربا. 2008. مؤرشف من الأصل في 2015-05-15.

## مطالعة إضافية

### تاريخ معهد ستانفورد للأبحاث
- Carlson، Curtis R.؛ Wilmot، William W. (2006). Innovation: The Five Disciplines for Creating What Customers Want. نيويورك: مجموعة كراون للنشر. ISBN:978-0-307-33669-9.
- Lento، Thomas V (2006). Inventing the Future: 60 Years of Innovation at Sarnoff. برينستون (نيو جيرسي): Sarnoff Corporation. ISBN:0-9785463-0-X.
- Gibson، Weldon B. (1986). SRI: The Take-Off Days. لوس ألتوس (كاليفورنيا): Stanford Research Institute. ISBN:0-86576-103-5.

### مواضيع محددة
- Crane، Hewitt؛ Kinderman، Edwin؛ Malhotra، Ripudaman (يونيو 2010). [[A Cubic Mile of Oil|A Cubic Mile of Oil]]  [[d:Q5192250#sitelinks-wikipedia|[لغات أخرى]]]‏. أوكسفورد (نيويورك): دار نشر جامعة أكسفورد USA. ISBN:978-0-19-532554-6. {{استشهاد بكتاب}}: تعارض مسار مع وصلة (مساعدة)
- Markoff، John (2005). What the Dormouse Said: How the 60s Counterculture Shaped the Personal Computer Industry  [لغات أخرى]‏. نيويورك: Viking Adult. ISBN:978-0-670-03382-9.
- Hafner، Katie (1996). Where Wizards Stay Up Late: The Origins of the Internet (with Matthew Lyon). نيويورك: سايمون وشوستر. ISBN:0-684-83267-4.
- Bowden، Mark (2011). WORM: The First Digital World War [about the كونفيكر computer worm]. نيويورك: Atlantic Monthly Press. ISBN:0-8021-1983-2.

## وصلات خارجية
- الموقع الرسمي لمعهد ستانفورد للأبحاث

‌